# Amphiroa brasiliana
Amphiroa brasiliana Decaisne, 1842 é o nome botânico de uma espécie de algas vermelhas pluricelulares do gênero Amphiroa.
- São algas marinhas encontradas na Flórida, ilhas do Caribe, Brasil e Índia.

## Sinonímia
Não apresenta sinônimos.